# 23rd Street (stacja metra na Broadway Line)
23rd Street – stacja metra nowojorskiego, na linii N i R. Znajduje się w dzielnicy Manhattan, w Nowym Jorku i zlokalizowana jest pomiędzy stacjami 28th Street i 14th Street – Union Square. Została otwarta 5 stycznia 1918.